# Flandy Limpele

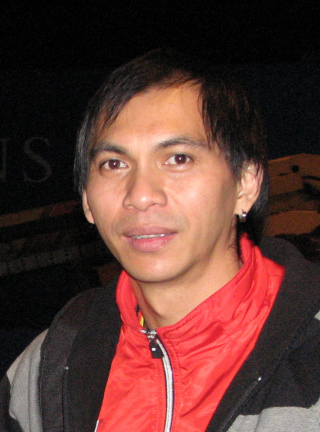
Flandy Limpele bei den All England 2009. Foto: Neil Poulsom

Flandy Limpele (* 9. Februar 1974 in Manado) ist ein indonesischer Badmintonspieler.
Im Jahr 2003 gewann Flandy mit seinem Partner Eng Hian das Herrendoppel bei den Swiss Open und bei den German Open.
Limpele spielte bei Olympia 2004 im Männerdoppel mit seinem Partner Eng Hian. Sie hatten ein Freilos in der ersten Runde und bezwangen in der zweiten Runde Anthony Clark und Nathan Robertson aus Großbritannien. Im Viertelfinale schlugen Limpele und Hian Yim Bang-eun und Kim Yong-hyun aus Südkorea mit 15:1, 15:10. Sie verloren im Halbfinale gegen Kim Dong-moon und Ha Tae-kwon aus Südkorea mit 15:8, 15:2, aber gewannen erneut im Match gegen Jens Eriksen und Martin Lundgaard Hansen aus Dänemark mit 15:13, 15:7, und gewannen so die Bronzemedaille.
Bei den Olympischen Sommerspielen 2008 in Beijing trat er mit Partnerin Vita Marissa an und wurde im Mixed an Position 3 gesetzt. Hier gewannen sie in der ersten Runde gegen die deutsche Paarung Birgit Overzier und Kristof Hopp in zwei Sätzen. Am 17. August 2008 spielten die Chinesen Yu Yang und He Hanbin gegen Vita Marissa und Flandy Limpele um die olympische Bronzemedaille im Mixed. Die Chinesen gewannen das Spiel in 73 Minuten mit 19-21, 21-17, 23-21.

## Sportliche Erfolge
| Saison | Veranstaltung               | Disziplin    | Platz | Name                                |
| ------ | --------------------------- | ------------ | ----- | ----------------------------------- |
| 1994   | Polish International        | Mixed        | 1     | Flandy Limpele / Dede Hasanah       |
| 1996   | Thailand Open               | Mixed        | 2     | Flandy Limpele / Rosalina Riseu     |
| 1996   | Olympia                     | Mixed        | 5     | Flandy Limpele / Rosalina Riseu     |
| 1997   | Swiss Open                  | Mixed        | 2     | Flandy Limpele / Minarti Timur      |
| 1997   | Polish International        | Mixed        | 1     | Flandy Limpele / Eti Tantra         |
| 1998   | Brunei Open                 | Herrendoppel | 3     | Limpele Flandy / Ade Lukas          |
| 1998   | Asienmeisterschaft          | Herrendoppel | 3     | Flandy Limpele / Eng Hian           |
| 1998   | Indonesia Open              | Herrendoppel | 2     | Flandy Limpele / Eng Hian           |
| 1998   | Hongkong Open               | Herrendoppel | 3     | Flandy Limpele / Hian Eng           |
| 1998   | Denmark Open                | Herrendoppel | 2     | Flandy Limpele / Eng Hian           |
| 1999   | Korea Open                  | Herrendoppel | 1     | Flandy Limpele / Eng Hian           |
| 1999   | Indonesia Open              | Herrendoppel | 5     | Flandy Limpele / Wahyu Agung        |
| 1999   | Taiwan Open                 | Herrendoppel | 5     | Flandy Limpele / Eng Hian           |
| 1999   | Südostasienspiele           | Herrendoppel | 2     | Flandy Limpele / Eng Hian           |
| 1999   | Weltmeisterschaft           | Herrendoppel | 5     | Eng Hian / Flandy Limpele           |
| 2000   | Indonesia Open              | Herrendoppel | 2     | Flandy Limpele / Eng Hian           |
| 2000   | Olympia                     | Herrendoppel | 5     | Eng Hian / Flandy Limpele           |
| 2000   | Taiwan Open                 | Herrendoppel | 5     | Flandy Limpele / Eng Hian           |
| 2000   | Swiss Open                  | Herrendoppel | 3     | Flandy Limpele / Eng Hian           |
| 2000   | Copenhagen Masters          | Herrendoppel | 1     | Flandy Limpele / Eng Hian           |
| 2000   | Denmark Open                | Herrendoppel | 1     | Eng Hian / Flandy Limpele           |
| 2001   | All England                 | Herrendoppel | 3     | Eng Hian / Flandy Limpele           |
| 2001   | Weltmeisterschaft           | Herrendoppel | 33    | Eng Hian / Flandy Limpele           |
| 2002   | All England                 | Herrendoppel | 2     | Eng Hian / Flandy Limpele           |
| 2002   | Singapur Open               | Herrendoppel | 1     | Flandy Limpele / Eng Hian           |
| 2002   | Bitburger Open              | Herrendoppel | 1     | Simon Archer / Flandy Limpele       |
| 2002   | Indonesia Open              | Herrendoppel | 2     | Flandy Limpele / Eng Hian           |
| 2002   | Japan Open                  | Herrendoppel | 5     | Flandy Limpele / Eng Hian           |
| 2003   | Taiwan Open                 | Herrendoppel | 2     | Flandy Limpele / Eng Hian           |
| 2003   | Japan Open                  | Herrendoppel | 1     | Flandy Limpele / Eng Hian           |
| 2003   | Asienmeisterschaft          | Herrendoppel | 3     | Flandy Limpele / Eng Hian           |
| 2003   | Swiss Open                  | Herrendoppel | 1     | Flandy Limpele / Eng Hian           |
| 2003   | German Open                 | Herrendoppel | 1     | Flandy Limpele / Eng Hian           |
| 2004   | Copenhagen Masters          | Herrendoppel | 1     | Eng Hian / Flandy Limpele           |
| 2004   | All England                 | Herrendoppel | 3     | Eng Hian / Flandy Limpele           |
| 2004   | Olympia                     | Herrendoppel | 3     | Eng Hian / Flandy Limpele           |
| 2004   | Asienmeisterschaft          | Herrendoppel | 3     | Flandy Limpele / Eng Hian           |
| 2006   | Singapur Open               | Herrendoppel | 1     | Flandy Limpele / Sigit Budiarto     |
| 2006   | Japan Open                  | Mixed        | 1     | Flandy Limpele / Vita Marissa       |
| 2007   | Chinese Taipei Open         | Mixed        | 1     | Flandy Limpele / Vita Marissa       |
| 2007   | French Open                 | Mixed        | 1     | Flandy Limpele / Vita Marissa       |
| 2007   | Südostasienspiele           | Mixed        | 1     | Flandy Limpele / Vita Marissa       |
| 2007   | Weltmeisterschaft           | Mixed        | 3     | Flandy Limpele / Vita Marissa       |
| 2007   | Singapur Open               | Mixed        | 1     | Flandy Limpele / Vita Marissa       |
| 2008   | Olympia                     | Mixed        | 4     | Flandy Limpele / Vita Marissa       |
| 2009   | Vietnam Open                | Mixed        | 1     | Flandy Limpele / Cheng Wen-Hsing    |
| 2009   | St. Petersburg White Nights | Mixed        | 1     | Flandy Limpele / Anastasia Russkikh |